# Brusnica Mala
Brusnica Mala es un pueblo de la municipalidad de Odžak, en el cantón de Posavina, Bosnia y Herzegovina.

## Superficie
Posee una superficie de 4,39 kilómetros cuadrados.

## Demografía
Hasta 2013 la población era de 102 habitantes, con una densidad de población de 23,2 habitantes por kilómetro cuadrado.